# Cheelanahalli, Arsikere
Cheelanahalli là một làng thuộc tehsil Arsikere, huyện Hassan, bang Karnataka, Ấn Độ.